# Gil Roman
Gil Roman (* 29. November 1960 in Alès) ist ein französischer Tänzer und Choreograph sowie seit 2007, als Nachfolger von Maurice Béjart, Direktor des Béjart Ballet Lausanne.

## Biographie
Gil Roman begann im Alter von sieben Jahren in Montpellier zu tanzen. Er schrieb sich später an der „Académie Princesse Grace Monte Carlo“ ein. 1979 trat er in die Truppe von Maurice Béjart ein.
Zu Beginn der 1980er Jahre tanzte Gil Roman im „Adagietto“ und beteiligt sich von nun an in allen Werken von Béjart. Gil Roman ist auch ein versierter Choreograph, der vor allem die Choreographien „Kleider machen keine Leute“ unterzeichnet (1995, Lausanne) und „Reflexion über Bela“ (1997, Lausanne).
Seit 1993 ist Gil Roman stellvertretender Direktor des Béjart Ballet Lausanne. Er trat im Jahr 2007 als Nachfolger von Maurice Béjart an die Spitze des Ensembles.

## Auszeichnungen
- 2014 wurde Gil Roman durch eine Kulturstiftung mit einem Award ausgezeichnet.